# Brownell, Kansas
Brownell är en ort i Ness County i Kansas. Orten fick sitt namn efter en jurist som arbetade för järnvägsbolaget Denver, Memphis and Atlantic Railway. Vid 2020 års folkräkning hade Brownell 23 invånare.